# Giovanni Grattoni
Giovanni Grattoni, (nacido el 11 de mayo de 1959 en Cormons, Italia) es un exjugador italiano de baloncesto. Con 1.98 de estatura, posición natural en la cancha era la de escolta.

## Trayectoria
- Reyer Venezia (1976-1985)
- Pallacanestro Reggiana (1985-1990)
- Victoria Libertas Pesaro (1990-1992)
- Montecatini S.C. (1992-1993)
- Aresium Milano (1993-1994)
- Montecatini S.C. (1994-1996)

## Palmarés
- Copa de Italia: 1

Victoria Libertas Pesaro: 1992